# Elymnias melias
Elymnias melias är en fjärilsart som beskrevs av Felder 1863. Elymnias melias ingår i släktet Elymnias och familjen praktfjärilar. Inga underarter finns listade i Catalogue of Life.